# Scytodes obelisci
Scytodes obelisci är en spindelart som beskrevs av Denis 1947. Scytodes obelisci ingår i släktet Scytodes och familjen spottspindlar.
Artens utbredningsområde är Egypten. Inga underarter finns listade i Catalogue of Life.